# Була (Гвинея)
Вижте пояснителната страница за други значения на Була.
Була (на френски: Boula) е град и община в източна Гвинея, регион Канкан, префектура Канкан. Населението на общината през 2014 година е 15 763 души.